# Карбон Клиф (Илиноис)
Карбон Клиф (енгл. Carbon Cliff) град је у америчкој савезној држави Илиноис.

## Демографија
По попису из 2010. године број становника је 2.134, што је 445 (26,3%) становника више него 2000. године.
| Група             | 2000.         | 2010.         |
| Белци             | 1.468 (86,9%) | 1.579 (74,0%) |
| Афроамериканци    | 76 (4,5%)     | 264 (12,4%)   |
| Азијати           | 8 (0,5%)      | 13 (0,6%)     |
| Хиспаноамериканци | 98 (5,8%)     | 214 (10,0%)   |
| Укупно            | 1.689         | 2.134         |